# Karel Schoeman
Karel Schoeman (n. 26 octombrie 1939, Trompsburg, Free State, Africa de Sud – d. 1 mai 2017, Bloemfontein, Africa de Sud) a fost un scriitor sud-african de limba afrikaans.

## Premii literare
- 1970 - Premiul Hertzog pentru By Fakkellig, ’n Lug Vol Helder Wolke & Spiraal
- 1972 - Premiul CNA pentru Na die Geliefde Land
- 1983 - Premiul Recht Malan (for non-fiction) pentru Vrystaatse Erfenis
- 1984 - Premiul Old Mutual pentru ’n Ander Land
- 1985 - Premiul W.A. Hofmyer pentru ’n Ander Land
- 1986 - Premiul Hertzog pentru ’n Ander Land
- 1988 - Premiul Helgaard Steyn pentru ’n Ander Land
- 1990 - Premiul SABC al Best Television Drama pentru Op die Grens

## Opere

### Nuvele
- Veldslag (1965) (constă în două nuvele: Veldslag și In Ballingskap)
- By Fakkellig (1966)
- ’n Lug vol Helder Wolke (1967)
- Spiraal (1968)
- Op ’n Eiland (1971)
- Na die Geliefde Land (1972)
- Die Noorderlig (1975)
- Om te Sterwe (1976)
- Afrika: 'n Roman (1977)
- Die Hemeltuin (1979)
- Die Reisiger (1980)
- Waar Ons Gelukkig Was (1981)
- ’n Ander Land (1984)
- Afskeid en Vertrek (1990)
- Hierdie Lewe (1993)
- Die Uur van die Engel (1995)
- Verkenning (1996)
- Verliesfontein (1998)
- Titaan: ’n Roman oor die Lewe van Michelangelo Buonarroti (2009)

### Opere autobiografice
- Berig uit die Vreemde: ’n Ierse Dagboek (1966)
- Van ’n Verre Eiland: ’n Tweede Ierse Dagboek (1968)
- Koninkryk in die Noorde: 'n Boek oor Skotland (1977)
- Onderweg: Reisherinnerings (1978)
- Stamland: 'n Reis deur Nederland (1999)
- Die Laaste Afrikaanse Boek: Outobiografiese Aantekeninge (2002)
- Riviereland: Twee Besoeke aan Nederland (2011)
- Deelstad: ’n Boek oor Berlyn (2013)

### Traduceri în afrikaans
- Anton Chekhov, Oom Wanja: Tonele uit die Plattelandse Lewe in Vier Bedrywe (1968)
- Uit die Iers: Middeleeuse Gedigte (1970)
- Helde van die Rooi Tak: Die Saga van Cucullin en die Veeroof van Culne (1973)
- Friedrich Schiller, Maria Stuart (1973)
- Anton Chekhov, Die Kersieboord: Blyspel in Vier Bedrywe (1975)
- Gode, Helde en Konings: Middeleeuse Ierse Verhale (1975)
- Finn en sy Mense: Die Avonture van die Fianna van Ierland (1976)
- Pieter Langendijk, Die Huweliksbedrog: 'n Blyspel (1976)
- Herman Heijermans, Op Hoop van Seën: 'n Spel van die See in Vier Bedrywe (1979)
- Arthur Schnitzler, Liebelei (1981)
- Rob Nairn, ’n Stil Gemoed: 'n Inleiding tot die Boeddhisme en Meditasie (1997)

## Traduceri în alte limbi

#### Engleză
- Promised Land (Na die Geliefde Land), trans. Marian V. Friedman (1978)
- Another Country (’n Ander Land) trans. David Schalkwyk (1991)
- Olive Schreiner: A Woman in South Africa (Olive Schreiner: ’n Lewe in Suid-Afrika, 1855-1881), trans. H. Snijders (1991)
- Take Leave and Go (Afskeid en Vertrek) tr. the author (1992)
- An excerpt from Verliesfontein in Chris N. van der Merwe & Michael Rice (eds), A Century of Anglo-Boer War Stories (1999)
- This Life (Hierdie Lewe), trans. Else Silke (2005, re-editată în New York, 2015)

#### Franceză
- En Étrange Pays (’n Ander land) tr. Jean Guiloineau (1993, re-editată în 2007)
- Three short stories in Caravanes tr. Pierre-Marie Finkelstein (2003)
- La Saison des Adieux (Afskeid en Vertrek) tr. Pierre-Marie Finkelstein (2004), Prix Amphi (2006)
- Retour au Pays Bien-Aimé (Na die Geliefde Land) tr. Pierre-Marie Finkelstein (2006)
- Cette Vie (Hierdie Lewe) tr. Pierre-Marie Finkelstein (2009), Prix du Meilleur Livre Étranger 2009
- Des Voix Parmi les Ombres (Verliesfontein) tr. Pierre-Marie Finkelstein (2014)
- L'heure de l'ange (Die uur van die engel) tr. Pierre-Marie Finkelstein (2018), Prix Transfuge du Meilleur roman africain 2018

#### Olandeză
- Een Ander Land (’n Ander Land) tr. Riet de Jong-Goossens (1992)
- Two excerpts from Verliesfontein in Ena Jansen & Wilfred Jonckheere (eds), Boer en Brit: Ooggetuigen en Schrijvers over de Anglo-Boerenoorlog in Zuid-Afrika (2001)
- Merksteen: Een Dubbelbiografie (Merksteen: ’n Dubbelbiografie) tr. Riet de Jong-Goossens (2004)
- Dit Leven (Hierdie Lewe) tr. Rob van der Veer (2014)
- Het Uur van de Engel (Die Uur van die Engel) tr. Rob van der Veer (2015)

#### Germană
- In Einem Fremden Land (Na die Geliefde Land) tr. Gisela Stege (1993)

#### Rusă
- V rodnuju stranu (В родную страну) (Na die Geliefde Land) tr. A.K. Slavinska (1978)

## Opere istorice

#### Monografii
- Bloemfontein: Die Ontstaan van 'n Stad, 1846–1946 (1980)
- Vrystaatse Erfenis: Bouwerk en Geboue in die 19de Eeu (1982)
- Die Dood van 'n Engelsman: Die Cox-Moorde van 1856 en die Vroeë Jare van die Oranje-Vrystaat (1982)
- Boukkunsskatte van die Vrystaat / Free State Heritage (1985)
- Die Wêreld van die Digter: ’n Boek oor Sutherland en die Roggeveld ter ere van N.P. van Wyk Louw (1986)
- Die Moord op Hesje van der Merwe, 19 Oktober 1837 (1995)
- J.J. Kicherer en die Vroeë Sending, 1799–1806 (1996)
- Armosyn van die Kaap: Voorspel tot Vestiging, 1415–1651 (1999)
- Armosyn van die Kaap: Die Wêreld van 'n Slavin, 1652–1733 (2001)
- The Griqua Captaincy of Philippolis, 1826–1861 (2002)
- The Early Mission in South Africa / Die Vroeë Sending in Suid-Afrika, 1799–1819 (2005)
- Kinders van die Kompanjie: Kaapse Lewens uit die Sewentiende Eeu (2006)
- Early Slavery at the Cape of Good Hope, 1652–1717 (2007)
- Patrisiërs en Prinse: Die Europese Samelewing en die Stigting van 'n Kolonie aan die Kaap, 1619–1715 (2008)
- Seven Khoi Lives: Cape Biographies of the Seventeenth Century (2009)
- Handelsryk in die Ooste: Die Wêreld van die VOC, 1619–1688 (2009)
- Kolonie aan die Kaap: Jan van Riebeeck en die Vestiging van die Eerste Blankes, 1652–1662 (2010)
- Burgers en Amptenare: Die Vroeë Ontwikkeling van die Kolonie aan die Kaap, 1662–1679 (2011)
- Cape Lives of the Eighteenth Century (2011)
- Here en Boere: Die Kolonie aan die Kaap onder die Van der Stels, 1679–1712 (2013)
- Portrait of a Slave Society: The Cape of Good Hope, 1717–1795 (2013)
- Hoogty: Die Opbloei van 'n Koloniale Kultuur aan die Kaap, 1751-1779 (2014)

#### Biografii
- In Liefde en Trou: Die Lewe van President Martinus Theunis Steyn en mevrou Tibbie Steyn met 'n Keuse uit Hulle Korrespondensie (1983)
- Olive Schreiner: 'n Lewe in Suid-Afrika, 1855–1881 (1989)
- Only an Anguish to Live Here: Olive Schreiner and the Anglo-Boer War, 1899–1902 (1992)
- Irma Stern: The Early Years, 1894–1933 (1994)
- Die Kort Sendingloopbaan van Sophia Burgmann, 1805–1812 (1994)
- A Thorn Bush that Grows in the Path: The Missionary Career of Ann Hamilton, 1815–1823 (1995)
- Die Wêreld van Susanna Smit, 1799–1863 (1995)
- A Debt of Gratitude: Lucy Lloyd and the 'Bushman Work' of G.W. Stow (1997)
- Dogter van Sion: Machtelt Smit en die 18de-eeuse Samelewing aan die Kaap, 1749–1799 (1997)
- Merksteen: 'n Dubbelbiografie (1998)
- ’n Duitser aan die Kaap, 1724–1765: Die Lewe en Loopbaan van Hendrik Schoeman (2004)
- Twee Kaapse Lewens: Henricus en Aletta Beck en die Samelewing van Hul Tyd, 1702–1755 (2013)

#### Opere tipărite
- Bloemfontein in Beeld / Portrait of Bloemfontein, 1860–1881 (1987)
- Griqua Records: The Philippolis Captaincy, 1825–1861 (1996)
- The Face of the Country: A South African Family Album, 1860–1910 (1996)
- The Mission at Griquatown, 1801–1821 (1997)
- Witnesses to War: Personal Documents of the Anglo-Boer War (1899–1902) from the Collections of the South African Library (1998)
- Die Suidhoek van Afrika: Geskrifte oor Suid-Afrika uit die Nederlandse Tyd, 1652–1806 (2002)
- Die Bosmans van Drakenstein: Persoonlike Dokumente van die Familie Bosman van Drakenstein, 1705–1842 (2010)